# Edmund Purdom
Edmund Anthony Cutlar Purdom (Welwyn Garden City, 19 dicembre 1924 – Roma, 1º gennaio 2009) è stato un attore e doppiatore britannico, attivo per buona parte della sua carriera in Italia.

## Biografia
Era il più giovane dei quattro figli di Charles Purdom, noto critico teatrale londinese e devoto di Meher Baba, di cui fu il biografo personale, e di Lilian Antonia Cutlar.
Dapprima allievo di Laurence Olivier, si trasferì negli Stati Uniti dove recitò a Broadway. Nel 1954 la sua carriera ebbe un'improvvisa svolta, quando sostituì l'attore e cantante Mario Lanza nel musical Il principe studente. La grande occasione arrivò subito dopo, quando Marlon Brando, reduce dal successo dei film di Elia Kazan e del Selvaggio di László Benedek, probabilmente non credendo nel progetto, preferì rifiutare il ruolo di protagonista in Sinuhe l'egiziano (1954) di Michael Curtiz, lasciando il posto a Edmund Purdom, che in questo film conseguì uno dei maggiori successi della sua carriera. Colto, elegante e dall'espressione del volto spesso accigliata o assorta, dotato di ottimo timbro vocale, l'attore decise di tornare in Europa, richiesto da produzioni spagnole, francesi e soprattutto italiane, quando negli USA il kolossal in costume iniziò la strada del declino. Trasferitosi in Italia alla fine degli anni cinquanta, ottenne un certo successo come attore di peplum e film d'avventura, ma la sua carriera conobbe un rapido declino.
Stabilitosi definitivamente a Roma nel 1970, Purdom apparve in numerosi B-movie italiani ed interpretò la parte del Conte Dracula in Fracchia contro Dracula (1985) con Paolo Villaggio. Continuò a lavorare nel doppiaggio, prestando la sua voce a numerosi film italiani destinati al mercato inglese. Nel 1984 venne chiamato a dirigere un horror demenziale, Non aprite prima di Natale!, che però - come ricordò lo stesso attore in un'intervista - venne completamente rimaneggiato in sede di montaggio dal produttore Dick Randall, il quale utilizzò materiale girato dal regista di film pornografici Derek Ford e mantenendo della versione originale solo le scene in cui appariva Purdom. 
Ritiratosi da diversi anni, Purdom morì il giorno di Capodanno del 2009, all'età di 84 anni, a causa di un'insufficienza cardiaca. La notizia fu data dall'ex moglie Anita Philips e dalle sue due figlie, Lilan, giornalista televisiva francese, e Marina Ann. Dopo i funerali è stato cremato e le ceneri sono custodite presso il Cimitero acattolico di Roma.

## Vita privata
Assai movimentata fu la sua vita sentimentale, con quattro matrimoni terminati con tre divorzi: nel 1951 sposò Anita Philips, da cui ebbe le sue uniche due figlie, per poi lasciarla nel 1956. Successivamente sposò Alicia Darr, la cui unione durerà dal 1957 al 1958. In seguito si legò all'attrice e ballerina messicana Linda Christian, ex-moglie di Tyrone Power e madre di Romina, che sposerà nel 1962 per separarsi una terza volta l'anno seguente. L'ultimo matrimonio risale al 2000, con la fotografa Vivienne, con la quale rimase fino alla morte.

## Filmografia

Edmund Purdom in La furia dei barbari (1960)

- Titanic, regia di Jean Negulesco (1953)
- Giulio Cesare (Julius Caesar), regia di Joseph L. Mankiewicz (1953)
- Il principe studente (The Student Prince), regia di Richard Thorpe (1954)
- Sinuhe l'egiziano (The Egyptian), regia di Michael Curtiz (1954)
- Athena e le 7 sorelle (Athena), regia di Richard Thorpe (1954)
- Il figliuol prodigo (The Prodigal), regia di Richard Thorpe (1955)
- Il ladro del re (The King's Thief), regia di Robert Z. Leonard (1955)
- L'ora del delitto (Strange Intruder), regia di Irving Rapper (1956)
- Agguato a Tangeri, regia di Riccardo Freda (1957)
- La spada della libertà (Sword of Freedom) – serie TV, 39 episodi (1957-1958)
- Erode il grande, regia di Arnaldo Genoino e Viktor Turžanskij (1959)
- L'ultimo zar (Les nuits de Raspoutine), regia di Pierre Chenal (1960)
- I cosacchi, regia di Viktor Tourjansky e Giorgio Venturini (1960)
- Salambò, regia di Sergio Grieco (1960)
- Avventura a Malaga (Moment of Danger), regia di László Benedek (1960)
- La furia dei barbari, regia di Guido Malatesta (1960)
- Accadde a Vienna (Das Große Wunschkonzert), regia di Arthur Maria Rabenalt (1960)
- Solimano il conquistatore, regia di Vatroslav Mimica e Mario Tota (1961)
- La Fayette - Una spada per due bandiere (La Fayette), regia di Jean Dréville (1961)
- L'ultimo dei Vikinghi, regia di Giacomo Gentilomo (1961)
- Nefertite, regina del Nilo, regia di Fernando Cerchio (1961)
- L'ammutinamento, regia di Silvio Amadio (1961)
- Giungla di bellezze (The Beauty Jungle), regia di Val Guest (1964)
- La lunga strada della vendetta (Der letzte Ritt nach Santa Cruz), regia di Rolf Olsen (1964)
- The Comedy Man, regia di Alvin Rakoff (1964)
- Una Rolls-Royce gialla (The Yellow Rolls-Royce), regia di Anthony Asquith (1964)
- Gli eroi di Fort Worth, regia di Alberto De Martino (1965)
- Se sparo... ti uccido (Los cuatreros), regia di Ramón Torrado (1965)
- L'uomo che ride, regia di Sergio Corbucci (1966)
- Crisantemi per un branco di carogne, regia di Sergio Pastore (1968)
- Giurò... e li uccise ad uno ad uno... Piluk il timido, regia di Guido Celano (1968)
- Scusi, lei conosce il sesso?, regia di Vittorio De Sisti (1968)
- Thomas e gli indemoniati, regia di Pupi Avati (1970)
- Il corsaro nero, regia di Lorenzo Gicca Palli (1971)
- Giornata nera per l'ariete, regia di Luigi Bazzoni (1971)
- L'amante del demonio, regia di Paolo Lombardo (1972)
- L'onorata famiglia - Uccidere è cosa nostra, regia di Tonino Ricci (1973)
- Los ojos siniestros del doctor Orloff (Un capitán de quince años), regia di Jesús Franco (1973)
- Dagli archivi della polizia criminale, regia di Paolo Lombardo (1973)
- Terror! Il castello delle donne maledette, regia di Dick Randall (1974)
- Un capitano di 15 anni, regia di Jesús Franco (1974)
- La polizia indaga: siamo tutti sospettati (Les Suspects), regia di Michel Wyn (1974)
- Povero Cristo, regia di Pier Carpi (1975)
- Il medaglione insanguinato, regia di Massimo Dallamano (1975)
- Il colpaccio, regia di Bruno Paolinelli (1976)
- Nina, regia di Vincente Minnelli (1976)
- I padroni della città, regia di Fernando Di Leo (1976)
- I contrabbandieri di Santa Lucia, regia di Alfonso Brescia (1979)
- Concorde Affaire '79, regia di Ruggero Deodato (1979)
- Pensieri morbosi, regia di Jack Regis (1980)
- L'altra donna, regia di Peter Del Monte (1981)
- Lo scoiattolo, regia di Guido Zurli (1981)
- Rosso sangue, regia di Joe D'Amato (1981)
- Amok, regia di Souheil Ben-Barka (1982)
- Mil gritos tiene la noche, regia di Juan Piquer Simón (1982)
- Ator l'invincibile, regia di Joe D'Amato (1982)
- Safari senza ritorno (Horror Safari), regia di Alan Birkinshaw (1982)
- Champagne in paradiso, regia di Aldo Grimaldi (1983)
- 2019 - Dopo la caduta di New York, regia di Sergio Martino (1983)
- Non aprite prima di Natale! (Don't Open Till Christmas), regia di Edmund Purdom e Derek Ford (1984)
- Killer contro killers, regia di Fernando Di Leo (1985)
- Assisi Underground, regia di Alexander Ramati (1985)
- Fracchia contro Dracula, regia di Neri Parenti (1985)
- Funny Boy, regia di Christian Le Hémonet (1987)
- Don Bosco, regia di Leandro Castellani (1988)
- Sei delitti per padre Brown, regia di Vittorio De Sisti - miniserie TV (1988)
- Diritto di vivere, regia di Stefano Arquilla (1989)
- Classe di ferro - serie TV, episodio 1x11 (1989)
- La cosa degli abissi, regia di Juan Piquer Simón (1990)
- Un orso chiamato Arturo, regia di Sergio Martino (1992)
- I cavalieri che fecero l'impresa, regia di Pupi Avati (2001)

## Doppiatori italiani
- Giuseppe Rinaldi in Il principe studente, Sinuhe l'egiziano, Athena e le 7 sorelle, Il figliuol prodigo, L'ora del delitto, L'ammutinamento, Una Rolls-Royce gialla, Piluk il timido, Killer contro killers
- Emilio Cigoli in Erode il grande, Agguato a Tangeri, La furia dei barbari
- Sergio Graziani in L'uomo che ride, I padroni della città, Povero Cristo
- Luciano De Ambrosis in Affare Concorde, Don Bosco, I cavalieri che fecero l'impresa
- Renato Turi in Giulio Cesare, Il ladro del re
- Pino Locchi in La Fayette - Una spada per due bandiere, Dagli archivi della polizia criminale
- Manlio Busoni in Titanic
- Bruno Persa in I cosacchi
- Nando Gazzolo in Nefertite, regina del Nilo
- Sergio Rossi in Giungla di bellezze
- Michele Kalamera in Il corsaro nero
- Cesare Barbetti in Giornata nera per l'ariete
- Carlo Alighiero in Fracchia contro Dracula
- Dante Biagioni in La cosa degli abissi